# Allophylus bicruris
Allophylus bicruris är en kinesträdsväxtart som beskrevs av Ludwig Radlkofer. Allophylus bicruris ingår i släktet Allophylus och familjen kinesträdsväxter. Inga underarter finns listade i Catalogue of Life.